# 堀越 (名古屋市)
堀越（ほりこし）は、愛知県名古屋市西区の町丁名。現行行政地名は堀越町および堀越一丁目から堀越三丁目。堀越一丁目から堀越三丁目については住居表示実施済。

## 地理
名古屋市西区西部に位置する。東は笹塚町・東岸町、北は上堀越町に接する。

## 歴史

### 町名の由来
慶長19年（1614年）に小田井村において築かれた新堤防により従来の村落が庄内川の河川敷となったことから、名塚村・新福寺村とともに移転した。これにより、川を越したため、堀越と称したとされる。

### 沿革
- 1889年（明治22年）10月1日 - 西春日井郡堀越村が合併に伴い、同郡庄内村大字堀越となる[4]。
- 1926年（大正15年）4月1日 - 町制施行に伴い、庄内町大字堀越となる[4]。
- 1930年（昭和5年）6月15日 - 一部が名古屋市西区枇杷島町に編入される[4]。
- 1937年（昭和12年）3月1日 - 合併に伴い、名古屋市西区堀越町となる[4]。
- 1959年（昭和34年）9月1日 - 琵琶里町の一部を編入する[4]。また、一部が笹塚町・新福寺町にそれぞれ編入される[5]。
- 1984年（昭和59年）8月12日 - 西区堀越一丁目が堀越町の一部、堀越二丁目および堀越三丁目が堀越町・上堀越町の各一部によりそれぞれ成立する[4]。
- 1987年（昭和62年）10月12日 - 堀越町の一部が枇杷島五丁目に編入される[4]。

### 字一覧
1932年（昭和7年）発行『明治十五年愛知県郡町村字名調』による西春日井郡堀越村の字一覧。
- 笹塚（ささつか）[6]
- 池田（いけた）[6]
- 乗越（のりこし）[6]
- 藤田（ふじたん）[6]
- 江向（えむかえ）[6]
- 細池（ほそいけ）[6]
- 船人夫（せんとぶ）[6]
- 下西（しもにし）[6]
- 寺前（てらまえ）[6]
- 松浦（まつうら）[6]
- 検町（けんちょう）[6]
- 村中（むらなか）[6]
- 宮東（みやひがし）[6]
- 新替（しんかえ）[6]
- 大縄（おおなわ）[6]

## 世帯数と人口
2019年（平成31年）2月1日現在の世帯数と人口は以下の通りである。
| 丁目       | 世帯数  | 人口  |
| ---------- | ------- | ----- |
| 堀越一丁目 | 23世帯  | 23人  |
| 堀越二丁目 | 114世帯 | 269人 |
| 堀越三丁目 | 178世帯 | 393人 |
| 計         | 315世帯 | 685人 |

## 学区
市立小・中学校に通う場合、学校等は以下の通りとなる。また、公立高等学校に通う場合の学区は以下の通りとなる。
| 丁目       | 番・番地等 | 小学校               | 中学校               | 高等学校 |
| ---------- | ---------- | -------------------- | -------------------- | -------- |
| 堀越一丁目 | 全域       | 名古屋市立庄内小学校 | 名古屋市立名塚中学校 | 尾張学区 |
| 堀越二丁目 | 全域       | 名古屋市立庄内小学校 | 名古屋市立名塚中学校 | 尾張学区 |
| 堀越三丁目 | 全域       | 名古屋市立庄内小学校 | 名古屋市立名塚中学校 | 尾張学区 |

## 交通
- 国道22号（名岐バイパス）[1]

## 施設
- 東レ愛知工場[1] - 堀越一丁目1番1号（座標）に所在[7]。
- 白山神社[1] - 堀越町字宮東1596番地の1及び2（座標）に所在[8]。
- 堀越公園[1] - 座標。
- 名西橋緑地（堀越町）[1] - 座標。
- ケーズデンキ名西店 - 堀越二丁目1番29号（座標）に所在[9]。2003年時点では敷地には東レ愛知工場の駐車場（座標）および「和協寮」（二丁目1-29、座標）が所在していた[10]。
- 中日ドラゴンズの旧屋内練習場・合宿所「昇竜館」（4代目） - 屋内練習場は堀越二丁目6番1号（座標）に[11]、合宿所は堀越二丁目6番18号（座標）にそれぞれ所在していた（いずれも同一敷地）[11][12][13]。敷地のすぐ東を走る国道22号に名古屋市営バスの「上堀越町」バス停（座標）があった[11]。屋内練習場は東レ愛知工場附属病院跡地（約7800 m2）を利用して建設されたもので[14]、1986年（昭和61年）5月に着工され、同年9月22日からそれまでの中村区向島町にあった旧雨天練習場に代わって利用が開始された[15]。また、その北隣には合宿所「昇竜館」が建設され、1988年（昭和63年）3月14日に落成[16]、同月17日から利用が開始された[17]。この選手寮では立浪和義や中村武志、山﨑武司[16]、荒木雅博[18]、川上憲伸、井端弘和[19]、福留孝介、岩瀬仁紀[20]らといった後年の主力選手たちが若手時代を過ごしたが、2003年オフに合宿所は二軍本拠地であるナゴヤ球場（中川区露橋）の敷地内へ移転した[21]。このため、こちらの旧屋内練習場は解体されることになり[22]、2004年時点ではこれらの建物は現存せず[23]、跡地には2023年6月時点で「世界心道教浄知教会」（堀越二丁目6番14号）が所在している[24]。

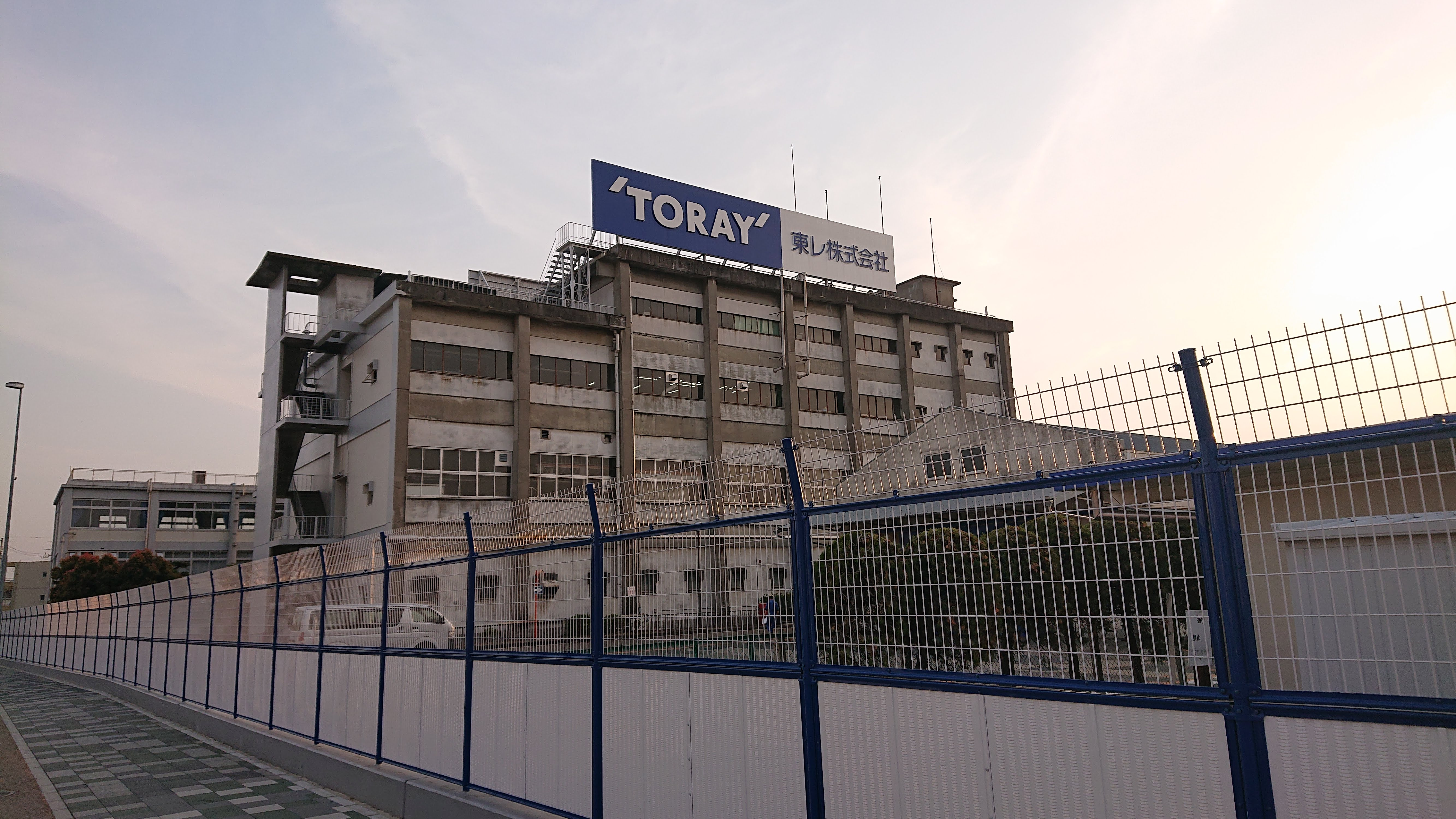
東レ愛知工場
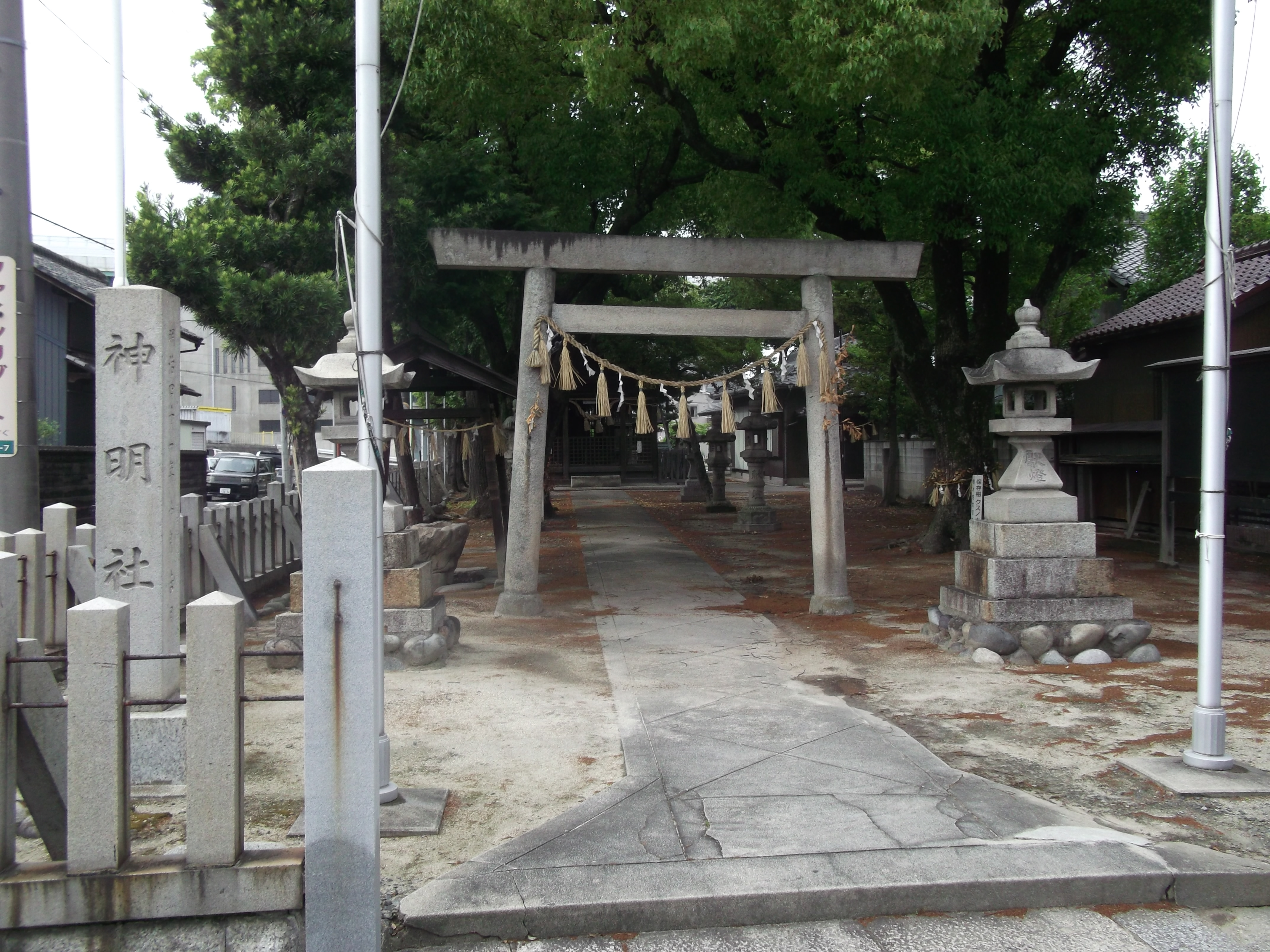
堀越神明社
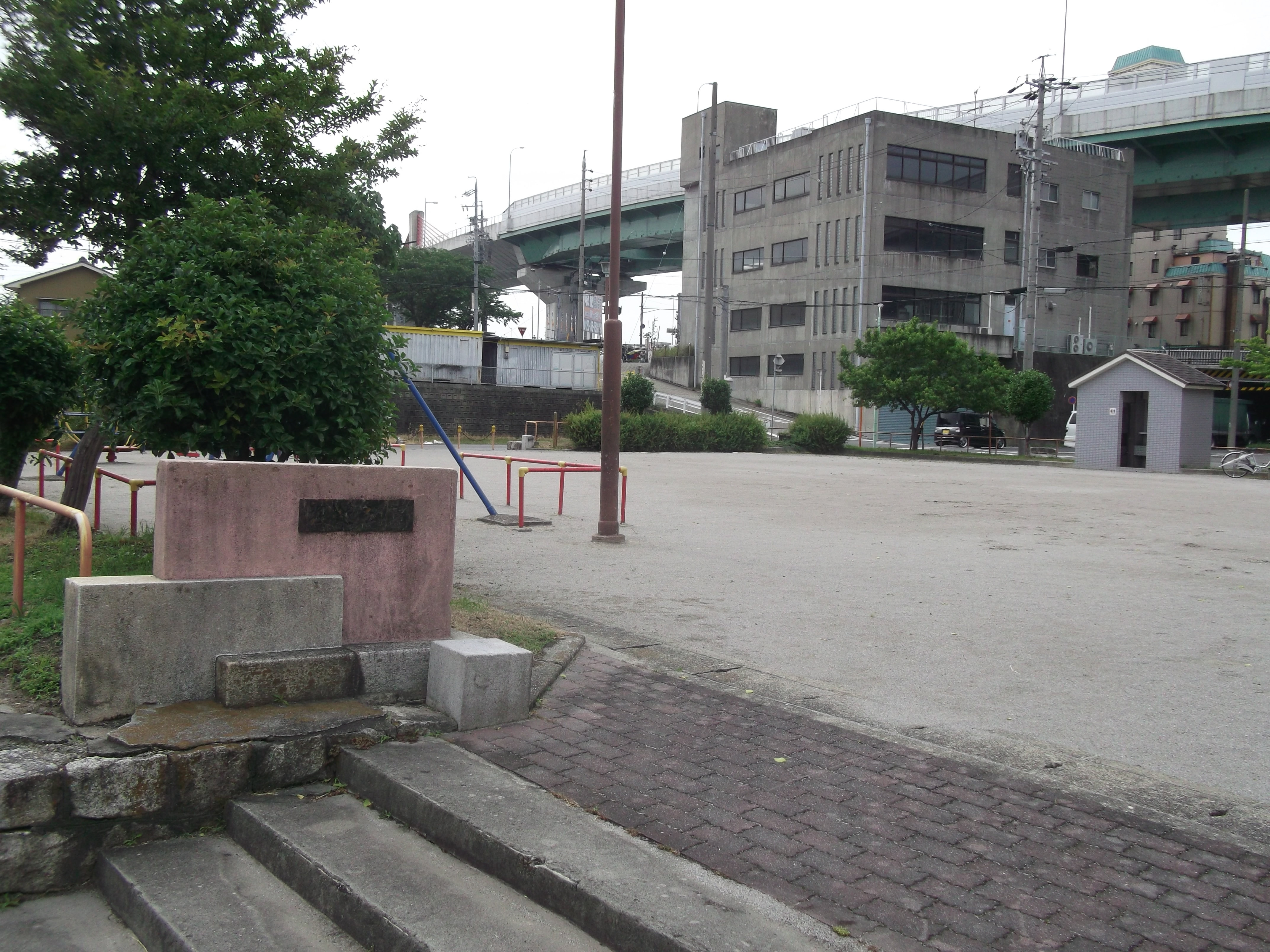
堀越公園
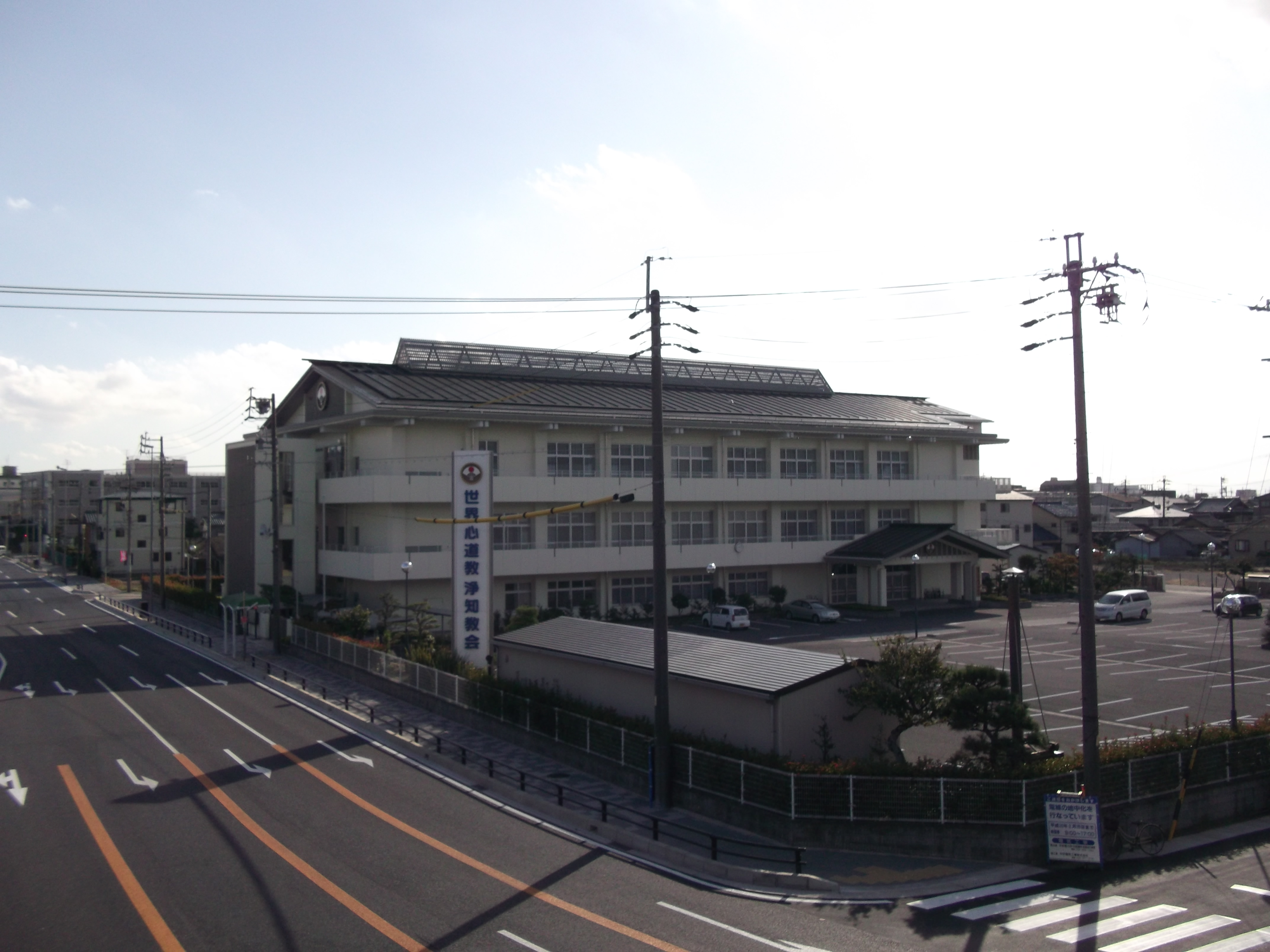
世界心道教浄知教会

## その他

### 日本郵便
- 郵便番号 : 451-0055[WEB 3]（集配局：名古屋西郵便局[WEB 8]）。

### WEB
1. 1 2  “愛知県名古屋市西区の町丁・字一覧”.   人口統計ラボ. 2017年4月8日閲覧。
2. 1 2  “町・丁目(大字)別、年齢(10歳階級)別公簿人口(全市・区別)”.   名古屋市 (2019年2月20日). 2019年3月10日閲覧。
3. 1 2  “郵便番号”.  日本郵便. 2019年3月10日閲覧。
4. ↑  “市外局番の一覧”.   総務省. 2019年1月6日閲覧。
5. ↑  名古屋市役所市民経済局地域振興部住民課町名表示係 (2015年10月21日). “西区の町名一覧”.   名古屋市. 2017年8月7日閲覧。
6. ↑  “市立小・中学校の通学区域一覧”.   名古屋市 (2018年11月10日). 2019年1月14日閲覧。
7. ↑  “平成29年度以降の愛知県公立高等学校（全日制課程）入学者選抜における通学区域並びに群及びグループ分け案について”.   愛知県教育委員会 (2015年2月16日). 2019年1月14日時点のオリジナルよりアーカイブ。2019年1月14日閲覧。
8. ↑  郵便番号簿 平成29年度版 - 日本郵便. 2019年03月10日閲覧 (PDF)

### 書籍
1. 1 2 3 4 5 6 7  「角川日本地名大辞典」編纂委員会 1989, p. 1509.
2. ↑  名古屋市計画局 1992, p. 236.
3. ↑  名古屋市計画局 1992, p. 239.
4. 1 2 3 4 5 6 7  名古屋市計画局 1992, p. 763.
5. ↑  名古屋市計画局 1992, p. 762-763.
6. 1 2 3 4 5 6 7 8 9 10 11 12 13 14 15  名古屋市計画局 1992, p. 910.
7. ↑  “会社情報 > 本社・支店”.  東レ. 2022年9月18日時点のオリジナルよりアーカイブ。2022年9月18日閲覧。 “愛知工場 〒451-8666 名古屋市西区堀越1-1-1”
8. ↑  “白山神社のクスノキ（観光・イベント情報）”.   名古屋市. 2022年9月18日時点のオリジナルよりアーカイブ。2022年9月18日閲覧。
9. ↑  『ゼンリン住宅地図 愛知県名古屋市西区 202406』ゼンリン、2024年6月、41頁F-5、G-5「ケーズデンキ名西店」（堀越2丁目1-29）
10. ↑  『ゼンリン住宅地図 愛知県名古屋市西区 200307』ゼンリン、2003年7月、41頁F-5、G-5「東レ（株）愛知工場駐車場」（堀越2丁目1）「東レ（株）愛知工場和協寮」（堀越2丁目1-29）
11. 1 2 3  『ゼンリン住宅地図 愛知県名古屋市西区 200307』ゼンリン、2003年7月、41頁G-3、G-4「中日ドラゴンズ屋内練習場」（堀越2丁目6-1）「中日ドラゴンズ合宿所昇竜館」（6-18）
12. ↑  『東京新聞』1999年3月3日朝刊特集1面18頁「99年プロ野球選手名鑑 セ6球団の新陣容 中日ドラゴンズ 横浜ベイスターズ 読売ジャイアンツ」（中日新聞東京本社）
13. ↑  『東京新聞』2003年3月5日朝刊特集2面19頁「2003 プロ野球選手名鑑 セ6球団の新陣容 読売ジャイアンツ ヤクルトスワローズ 中日ドラゴンズ」（中日新聞東京本社）
14. ↑  『週刊ベースボール』ベースボール・マガジン社、第41巻第14号、通巻：第1576号、1986年4月7日、80頁「'86プロ野球ウォッチング 徹・底・ガ・イ・ド ナゴヤ 中日」。NDLJP:7909392/41。
15. ↑  『中日スポーツ』1986年9月23日付第5版1頁「新道場で新生竜！！ そう快室内 初汗が飛ぶ」（中日新聞社）
16. 1 2  『中日スポーツ』1988年3月15日付第5版3頁「快適新居？ボクらには地獄かもね 昇竜館部屋割り 最年長は新人・音24歳 上の階から実力順？いい考えだ 星野監督 4階（一軍）は静かだよ 新合宿所 昇竜館落成式 部屋替えどんどんやる 岡田寮長 強くなれなければウソ 中山社長」（中日新聞社）
17. ↑  『中日スポーツ』1988年3月18日付第5版2頁「若竜〝リハウス〟デー 荷ほどきそこそこ 練習へ、遠征へ」（中日新聞社）
18. ↑  『中日新聞』1996年1月8日朝刊運動1面25頁「若竜7人が合宿所入り」（中日新聞社）
19. ↑  『中日新聞』1998年1月10日朝刊運動3面31頁「ドラ1位・川上入寮 プロの自覚「けが厳禁」」（中日新聞社）
20. ↑  『中日新聞』1999年1月9日朝刊運動2面32頁「「野球道具を新調」 きょうから合同練習 若竜・福留が入寮」（中日新聞社）
21. ↑  『中日新聞』2003年12月8日夕刊特集3面3頁「ドラゴンズ屋内練習場と合宿所 新生 職住接近 野球人図」（中日新聞社 写真と文・星野大輔）
22. ↑  『中日新聞』2003年11月11日朝刊市民版16頁「ドラゴンズ練習場 微量フッ素検出 市に自主報告」（中日新聞社）
23. ↑  『ゼンリン住宅地図 愛知県名古屋市西区 200406』ゼンリン、2004年6月、41頁G-3、G-4
24. ↑  『ゼンリン住宅地図 愛知県 名古屋市 4 西区 202306』ゼンリン、2023年6月、41頁G-3、G-4「世界心道教浄知教会」